# Le Prince (album)
Pour les articles homonymes, voir Le Prince (homonymie).
Cet article possède des paronymes, voir Prince et Leprince.
Albums de Mister You
Dans Ma Grotte
(2011)
Singles
1. J'voulais
Sortie : 12 octobre 2013
2. 3.5.7
Sortie : 28 décembre 2013
3. À Toi
Sortie : 18 janvier 2014
4. Paré pour décoller
Sortie : 25 janvier 2014
5. Emmène-moi
Sortie : 15 février 2014
6. Chambre 1408
Sortie : 1er avril 2014
7. Younited
Sortie : 12 mai 2014

Le Prince est le second album studio du rappeur français Mister You sorti le 10 février 2014 sur le label Def Jam France.

## Genèse
Le 2 octobre 2013, Mister You dévoile sur YouTube son nouveau single J'voulais, dans lequel il annonce la sortie d'un nouvel album qui s'appelle Le Prince, qui sera son premier album à sortir sur le label Def Jam.

## Réception

### Ventes
En effet, le nouvel opus du rappeur s’est écoulé à 9000 exemplaires lors sa première semaine d’exploitation, soit du 10 au 16 février. Pour comparaison, son dernier album Dans ma Grotte s’était vendu à plus de 12 600 exemplaires lors de sa première semaine.
,

## Liste des pistes
| 1.    | Compte à rebours                                                     |             | 0:11  |
| 2.    | 3.5.7                                                                | Dieway      | 3:57  |
| 3.    | Paré pour décoller                                                   | Sonar       | 4:18  |
| 4.    | Emmène-moi (featuring Nej)                                           |             | 3:36  |
| 5.    | Le prince                                                            | Kore        | 4:14  |
| 6.    | Pietro Beretta                                                       | Sonar       | 4:08  |
| 7.    | J'voulais                                                            | Dany Synthé | 2:55  |
| 8.    | Passe-passe (featuring Al Bandit)                                    | Kore        | 5:07  |
| 9.    | Mister Mister                                                        | Kore        | 2:59  |
| 10.   | À toi                                                                | Kore        | 3:17  |
| 11.   | Younited                                                             | Wealstarr   | 4:24  |
| 12.   | Room service                                                         | High P      | 3:33  |
| 13.   | Chambre 1408                                                         | Dany Synthé | 4:11  |
| 14.   | 11.43 (featuring Al Bandit, Lacrim, Nessbeal, Brulé, Blaxo et Tigro) | Dany Synthé | 11:43 |
| 15.   | Gracias                                                              |             | 0:26  |
| 59:10 |                                                                      |             |       |

| iTunes Bonus Track | iTunes Bonus Track | iTunes Bonus Track | iTunes Bonus Track | iTunes Bonus Track | iTunes Bonus Track | iTunes Bonus Track | iTunes Bonus Track | iTunes Bonus Track | iTunes Bonus Track |
| No                 | Titre              | Compositeur(s)     | Durée              |                    |                    |                    |                    |                    |                    |
| ------------------ | ------------------ | ------------------ | ------------------ | ------------------ | ------------------ | ------------------ | ------------------ | ------------------ | ------------------ |
| 16.                | Charly Mattei      | Stan-E             | 5:28               |                    |                    |                    |                    |                    |                    |
| 64:36              |                    |                    |                    |                    |                    |                    |                    |                    |                    |

## Classement
| Pays                         | Meilleure position |
| ---------------------------- | ------------------ |
| Belgique (Wallonie Ultratop) | 35                 |
| France (SNEP)                | 8                  |